# Bentley Peak
Der Bentley Peak ist ein Berg im westantarktischen Queen Elizabeth Land. In der Patuxent Range der Pensacola Mountains ragt er am nördlichen Ende der Thomas Hills auf. Er bildet ein Massiv mit ihn umgebenden Hügeln und Nunatakkern.
Das UK Antarctic Place-Names Committee benannte ihn 2011. Namensgeber ist der britische Geomorphologe Mike Bentley von der Durham University, der 2009 in den Pensacola Mountains tätig war.